# Terebella lutensis
Terebella lutensis är en ringmaskart som beskrevs av Francis Arthur Bather 1911. Terebella lutensis ingår i släktet Terebella och familjen Terebellidae. Inga underarter finns listade i Catalogue of Life.